# Carla Juri
Carla Juri   (Locarno, 2 de gener de 1985) és una actriu suïssa. Ha treballat en pel·lícules com ara 180°, Feuchtgebiete, Finsterworld, Brimstone, Blade Runner 2049, Quan Hitler em va robar el conillet rosa i Les filles del Reich.

## Trajectòria
Juri es va criar a Ambrì, un poble del cantó de Ticino. Parla alemany, anglès i italià. Va aprendre alemany i italià quan era jove i anglès als 15 anys. El seu pare és advocat i la seva mare és escultora. A l'escola, va jugar a hoquei sobre gel amb l'HC Ambrì-Piotta l'SC Reinach. Del 2005 al 2010 va estudiar interpretació a Los Angeles i Londres. Va començar la seva carrera d'actriu saltant entre audicions a Berlín, Londres i Roma.
La primera aparició al cinema de Juri va ser al curtmetratge Midday Room. El 2011 va rebre el premi del cinema suís en la categoria de millor interpretació en un paper secundari per 180° (2010). L'any següent, va guanyar el premi a la millor actriu pel seu paper a Eine wen iig, dr Dällebach Kari. El 2013, va rebre el premi Shooting Star que s'atorga anualment a deu joves intèrprets europeus al Festival Internacional de Cinema de Berlín.
També va protagonitzar l'adaptació cinematogràfica de Feuchtgebiete del 2013. La novel·la en què es basa va ser un best-seller controvertit a Alemanya. Per preparar aquest paper, Juri va portar la roba del seu personatge, Helen, durant diverses setmanes i va passar gran part d'aquest temps a Berlín, on viu el personatge. Fins i tot va assistir com a estudiant a un institut de secundària on només el director sabia que era actriu. Va aparèixer a la seqüela de Blade Runner, Blade Runner 2049, com a dissenyadora de memòries implantades als replicants.